# Ceresuela
Ceresuela ist ein spanischer Ort in den Pyrenäen in der Provinz Huesca der Autonomen Gemeinschaft Aragonien. Der Ort gehört zur Gemeinde Fanlo. Ceresuela hat seit Jahren keine Einwohner mehr.

## Geschichte
Im Jahr 1910 hatte Ceresuela 150 Einwohner.  

## Sehenswürdigkeiten
- Pfarrkirche Nuestra Señora de la Asunción, erbaut im 16. Jahrhundert
- Ermita San Cristóbal

## Weblinks

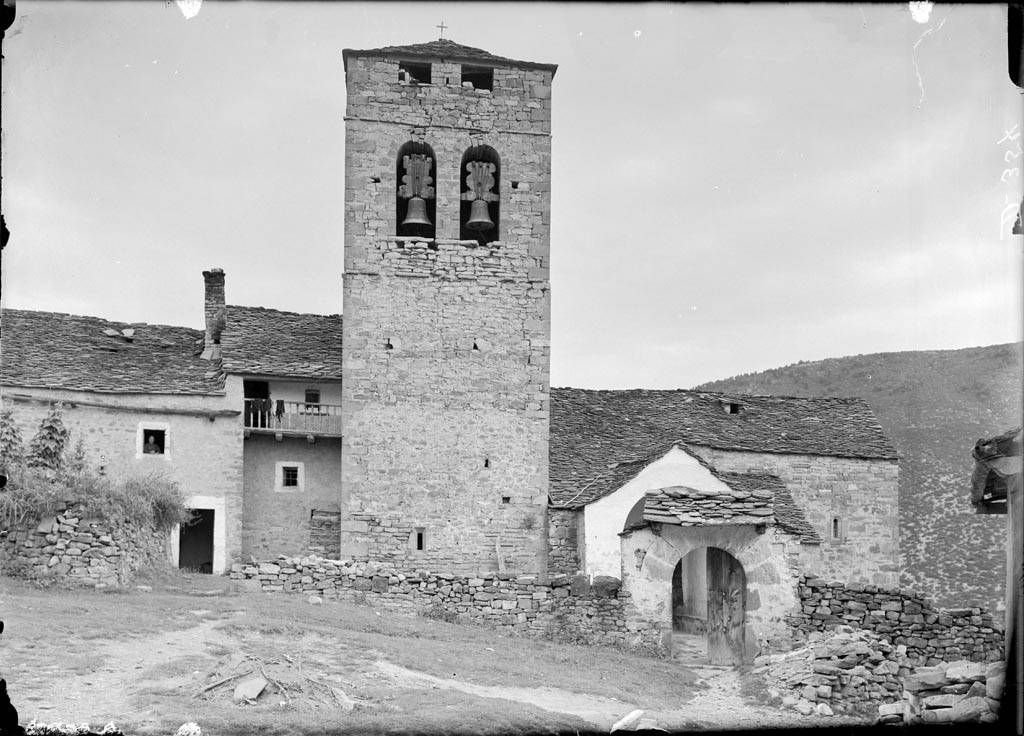
Kirche in Ceresuela